# Calyptotheca latifrons
Calyptotheca latifrons är en mossdjursart som först beskrevs av Osburn 1952.  Calyptotheca latifrons ingår i släktet Calyptotheca och familjen Parmulariidae. Inga underarter finns listade i Catalogue of Life.